# Rosalie Hankey Wax
Rosalie Wax (Des Plaines, Illinois, 1911 - 1998) foi uma notável antropóloga americana que, durante a Segunda Guerra Mundial, realizou pesquisas sobre os nipo-americanos internados e, posteriormente, sobre nativos americanos. Ela leccionou na Universidade de Chicago, na Universidade do Kansas e na Universidade Washington em St. Louis.